# フレディー・バーンズ
フレディー・バーンズ（Freddie Burns、1990年5月13日 - ）は、イングランド出身のラグビーユニオン選手。

## プロフィール
- 弟のビリーもラグビー選手[1](アイルランド代表)。

## 略歴
イングランドバース出身。
グロスター、レスター・タイガース、バースを経て、2020年、豊田自動織機シャトルズ(現・豊田自動織機シャトルズ愛知)に加入。
2021年2月13日に行われたジャパンラグビートップチャレンジリーグ第1節の九州電力キューデンヴォルテクス戦にて先発出場で日本での公式戦初出場を果たす。同年、レスター・タイガースに復帰。
2023年、ハイランダーズに加入。同年7月、豊田自動織機シャトルズ愛知に復帰。
2025年6月2日、豊田自動織機シャトルズ愛知退団を発表。

## 受賞歴

### ジャパンラグビーリーグワン
- 2023-24 得点王 (DIVISION 2)
- 2024-25 得点王 (DIVISION 2) [9]
- 2024-25 MVP (DIVISION 2) [9]
- 2024-25 最多トライゲッター (DIVISION 2) [9]
- 2024-25 プレーヤー・オブ・ザ・シーズン (DIVISION 2) [9]

## エピソード
2018年10月15日に行われた欧州チャンピオンズカップスタッド・トゥールーザン戦でボールを持ってフリーで独走トライかと思いきや背後から迫ったマクシム・メダールにボールをはじかれてSNSで話題となる。